# Genarps församling
Genarps församling är en församling i Torna och Bara kontrakt i Lunds stift. Församlingen ligger i Lunds kommun i Skåne län och utgör ett eget pastorat.

## Administrativ historik
Församlingen har medeltida ursprung. 
Församlingen var till 12 juni 1974 annexförsamling i pastoratet Lyngby och Genarp som mellan 1591 och 1 maj 1925 samt efter 1962 även omfattade Gödelövs församling. Från 12 juni 1974 till 1995 var den moderförsamling i pastoratet Genarp, Lyngby och Gödelöv. År 1995 införlivades Lyngby och Gödelövs församlingar och därefter utgör Genarps församling ett eget pastorat.

## Kyrkor
- Genarps kyrka
- Gödelövs kyrka
- Lyngby kyrka